# Placa do Norte dos Andes

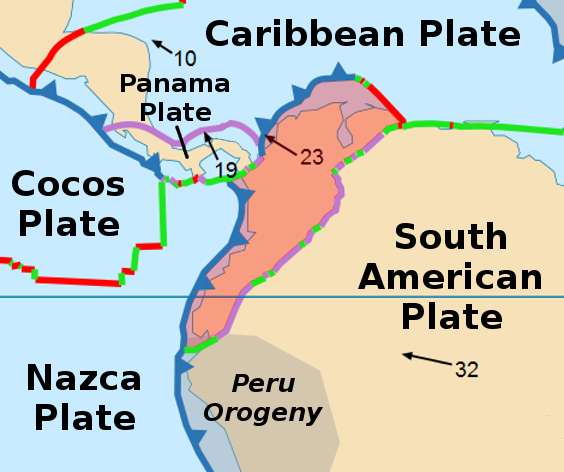
Placa do Norte dos Andes

Placa do Norte dos Andes é uma pequena placa tectônica localizada no norte da América do Sul, na região dos Andes. Ela é espremida entre as placas Sul-Americana e de Nazca. Devido à subducção da Placa de Nazca esta área é muito propensa a atividade vulcânica e sísmica.